# 全乌克兰苏维埃代表大会
全乌克兰苏维埃代表大会（烏克蘭語：Всеукраїнський з'їзд Рад）是乌克兰社会主义苏维埃共和国于1917年至1938年间的最高权力机构。此前乌克兰最高立法机构为乌克兰中央议会，从1922年至1938年，《乌克兰苏维埃社会主义共和国宪法》规定一年至少召开两次。最终，全乌克兰苏维埃代表大会共召开14次，大部分在哈尔科夫召开。1938年由乌克兰苏维埃社会主义共和国最高苏维埃取代。